# Padang Siandomang
Padang Siandomang is een bestuurslaag in het regentschap Tapanuli Utara van de provincie Noord-Sumatra, Indonesië. Padang Siandomang telt 1093 inwoners (volkstelling 2010).